# Davus pentaloris
Espèce
Synonymes
- Crypsidromus pentaloris Simon, 1888
- Davus mozinno Estrada-Alvarez, 2014

Davus pentaloris est une espèce d'araignées mygalomorphes de la famille des Theraphosidae.

## Distribution
Cette espèce se rencontre au Guatemala, au Salvador, au Honduras et au Mexique au Chiapas, en Oaxaca et au Veracruz,.

## Description
Le mâle décrit par Gabriel en 2016 mesure 30,8 mm et la femelle 31,8 mm.

## Publication originale
- Simon, 1888 : Études arachnologiques. 21e Mémoire. XXIX. Descriptions d'espèces et de genres nouveaux de l'Amérique centrale et des Antilles. Annales de la Société Entomologique de France, sér. 6, vol. 8, p. 203-216 (texte intégral).